# Friedrich Hetzel

Porträt von Friedrich Hetzel

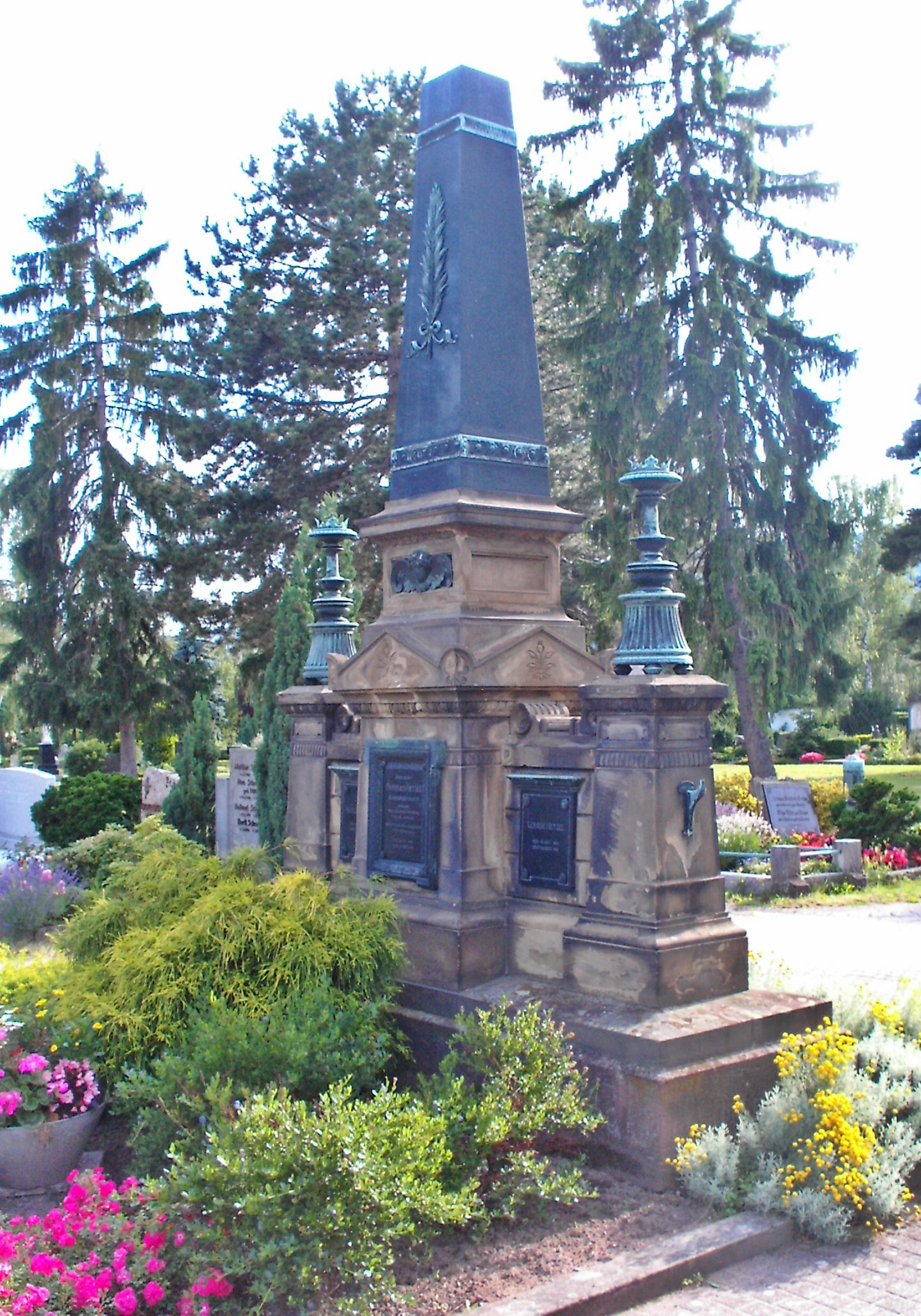
Ehrengrab, Hauptfriedhof Neustadt

Friedrich Hetzel (* 29. Oktober 1804 in Speyer; † 3. September 1886 in Neustadt an der Weinstraße) war ein deutscher Bankier, der sein gesamtes Vermögen wohltätigen Zwecken widmete.
Unter anderem finanzierte er das Krankenhaus Hetzelstift, den Kindergarten Hetzelstift sowie ein Waisenhaus in Neustadt an der Weinstraße. Nach seinem Tod hinterließ der kinderlose Friedrich Hetzel rund eine Million Mark. Die Zinsen aus Teilen dieses Vermögens kommen bis heute den von ihm initiierten Einrichtungen zugute.
Er wurde aufgrund seiner Verdienste 1872 zum ersten Ehrenbürger der Stadt Neustadt an der Weinstraße ernannt. Anlässlich seines 80. Geburtstages (1884), verlieh ihm der bayerische König Ludwig II. den Titel Kommerzienrat und den Verdienstorden 1. Klasse vom Heiligen Michael.
Hetzel erhielt auf dem Hauptfriedhof Neustadt, an zentraler Stelle, ein städtisches Ehrengrab.